# NGC 416
NGC 416 je otvoreni skup u zviježđu Tukanu. 

## Vanjske poveznice
- SEDS: NGC 0416